# Zoot Sims' Party
Zoot Sims' Party è un album di Zoot Sims, pubblicato dalla Choice Records nel 1974. Il disco fu registrato il 20 aprile del 1974 al MacDonald's Studio di Sea Cliff presso New York City, New York (Stati Uniti).

## Tracce
Lato A
1. Fred – 5:46 (Neal Hefti)
2. Restless – 6:04 (Tom Satterfield)
3. Caravan – 7:21 (Duke Ellington, Irving Mills, Juan Tizol)

Lato B
1. Dream Dancing – 6:40 (Cole Porter)
2. Getting Sentimental Over You – 6:10 (Gus Kahn, Matt Malneck)
3. The Very Thought of You – 6:18 (Ray Noble)

## Musicisti
- Zoot Sims - sassofono soprano, sassofono tenore
- Jimmy Rowles - pianoforte
- Bob Cranshaw - contrabbasso
- Mickey Roker - batteria[2]